# 朴湘永
朴 湘永（パク・サンヨン、朝鮮語: 박상영、1917年または1918年5月13日 - 1995年12月23日）は、大韓民国の教員、実業家、政治家。制憲韓国国会議員。号は桂堂（ケダン、계당）。

## 経歴
日本統治時代の慶尚北道醴泉郡出身。大邱公立高等学校、ソウル普成専門学校商科卒。錦州省興農合作社連合会理事、錦州省居留民団団長、醴泉女子中学校教師を経て、光復後は醴泉女子中学校教諭、醴泉女子高等学校校監、テチャン高等公民学校創設者、大韓軍警援護会常任理事、韓国科学教育振興公社社長、大韓生薬組合中央会長、嶺南紡織常任顧問、国会文教社会委員、民主共和党中央常任委員を務めた。1948年の初代総選挙では韓国民主党の候補として当選したが、その後民主国民党に移籍し、1950年の第2代総選挙では一民倶楽部の候補として出馬したものの落選した。
1995年12月23日、持病によりソウル市松坡区の病院で死去。享年78。